# アンジェラ・アキのSONGBOOK in English
『アンジェラ・アキのSONGBOOK in English』（ -ソングブック・イン・イングリッシュ）は、2012年1月7日から2012年3月24日までNHK Eテレで放送されたテレビ番組である。

## 概要
洋楽曲を題材に、英語の歌詞を翻訳、そこに自分なりの感情や体験を加えて、新たな日本語のカバー詞を創作していく音楽系語学番組である。

## 放送時間
- NHK Eテレ[1]
  - 本放送：土曜日 23:00 - 23:30
  - 再放送：翌週土曜日 11:00 - 11:30

## 出演者
- 講師：アンジェラ・アキ[1]
- 英語監修：大杉正明（清泉女子大学教授）[1]
- MC：クリス・ペプラー[1]
- 出演：南沢奈央[1]

## 放送リスト
| 前編 放送日   | 後編 放送日   | 曲                           | アーティスト       |
| ------------- | ------------- | ---------------------------- | ------------------ |
| 2012年1月7日  | 2012年1月14日 | オネスティ                   | ビリー・ジョエル   |
| 2012年1月21日 | 2012年1月28日 | en:Will You Dance?           | ジャニス・イアン   |
| 2012年2月4日  | 2012年2月11日 | ウィ・アー・オール・アローン | ボズ・スキャッグス |
| 2012年2月18日 | 2012年2月25日 | マテリアル・ガール           | マドンナ           |
| 2012年3月3日  | 2012年3月10日 | トゥルー・カラーズ           | シンディ・ローパー |
| 2012年3月17日 | 2012年3月24日 | ウィズアウト・ユー           | バッドフィンガー   |